# Ligusticum oliverianum
Ligusticum oliverianum là một loài thực vật có hoa trong họ Hoa tán. Loài này được (H. Boissieu) Shan mô tả khoa học đầu tiên năm 1941.